# Alex Hunter
Alex Hunter est un personnage de fiction de la série de jeux FIFA (aujourd'hui EA Sports FC), développée par EA Sports. Il est interprété par l'acteur Adetomiwa Edun, qui assure le doublage et les mouvements du personnage. Il est apparu la première fois dans FIFA 17 en tant que protagoniste du nouveau mode d’histoire appelé The Journey.

## Biographie

### Jeunesse
Alex Hunter, personnage fictif, est né à Clapham, à Londres. Enfant, il a joué au football à Clapham Common avec son meilleur ami Gareth Walker. Hunter est métis, il a un père blanc et une mère noire. Son objectif de vie est de jouer en tant que footballeur professionnel,. Son grand-père, Jim Hunter, était un ancien joueur professionnel qui a marqué 22 buts lors de la saison 1968-1969. Le père d'Hunter, Harold, était également un joueur de football dans sa jeunesse, mais sa carrière a été interrompue en raison d'une vilaine blessure. Sa mère, Catherine, travaille comme graphiste et designer.

### FIFA 17
Deux jeunes équipes disputent une finale d'un tournoi régional et arrivent à la fin du temps réglementaire.L'équipe du jeune Alex Hunter et de son meilleur ami, Gareth Walker, marque le pénalty gagnant lors d'une séance de tirs au but,. Un recruteur fait remarquer le talent de Alex Hunter à son grand-père, Jim Hunter. Six ans plus tard, Hunter et Walker sont invités à participer à une journée de détection pour jeunes sans contrat professionnel. Après un essai réussi, Hunter a la possibilité de signer dans n'importe quel club de Premier League choisi par le joueur. Hunter apprend bientôt que Walker a rejoint le même club.
Les deux joueurs assistent alors à la tournée de pré-saison du club aux États-Unis, dans laquelle ils affrontent le Real Madrid, le Borussia Dortmund et le Paris Saint-Germain. Le championnat débute et après avoir commencé la plupart des matchs en tant que remplaçant, le club de Hunter décide de signer Harry Kane ou Ángel Di María, selon le club choisi par le joueur. Hunter est alors prêté à un club plus modeste en Championship, Newcastle United, Aston Villa ou Norwich City,. Après avoir impressionné lors de son prêt, Hunter retourne dans son club et constate que son retour est justifié par le départ de Walker dans l'un des clubs rivaux. Cette situation mettra à rude épreuve leur amitié et forgera une toute nouvelle rivalité.
Hunter est en mesure de recevoir des contrats de sponsoring de la part d'Adidas, chaque contrat étant reçu chaque fois qu'il franchit un nouveau seuil d’abonnés dans le menu des réseaux sociaux du jeu, similaire à Twitter. Le joueur obtient alors de nouvelles chaussures, une séance photo et la possibilité d'apparaître dans une publicité Adidas aux côtés de Di María. Après une saison réussie et une intégration dans le onze de départ, Hunter débute la finale de la FA Cup, dans laquelle il affronte Gareth Walker pour la première fois depuis son départ du club. Avant le match, Hunter et Walker se rencontrent dans le tunnel. Quel que soit le résultat, les deux se serrent la main après le match et se réconcilient. Plus tard, dans l'appartement de Hunter, on découvre qu'il figure sur une longue liste de joueurs appelés à faire partie de l'équipe nationale anglaise.

### FIFA 18
Après une première saison couronnée de succès, Hunter devient un footballeur désormais connu de tous et veut élever son niveau de jeu au niveau international. Hunter et son ami, Danny Williams, qui étaient coéquipiers en Championship, jouent contre des enfants brésiliens dans un match de football à trois contre trois alors qu'ils sont en vacances à Rio. De retour chez lui en Angleterre, Hunter est invité à une interview avec Rio Ferdinand. Il y rencontre Walker, qui se moque du fait qu'Hunter est toujours avec son agent, Michael. Lors d'une tournée de pré-saison à Los Angeles, l'équipe de Hunter affronte le Real Madrid. Quel que soit le résultat, Hunter échange son maillot avec Cristiano Ronaldo, qui lui suggère de signer à Madrid. Si le joueur bat le Real Madrid, Hunter joue ensuite contre le LA Galaxy, où Hunter rencontre Gyasi Zardes dans le tunnel avant le match. Le joueur rencontre également son père lors de la visite et accepte à contrecœur une invitation à dîner avec lui. Après la tournée, Hunter et ses coéquipiers se rendent à Chicago où ils participent au match des étoiles de la MLS.
Après le premier match de Premier League, Michael informe Hunter que le Real Madrid s'intéresse à lui et ce dernier soumet alors une demande de transfert à son club. À la suite de cette nouvelle, les coéquipiers d'Hunter dont Joaquin Gallo et ses fans perdent confiance dans son engagement envers l'équipe. La veille de la fermeture du mercato, Michael lui révèle qu'il a découvert que le contrat du Real Madrid était une arnaque. Sans explications de sa direction, Hunter est envoyé en équipe réserve. Le dernier jour du mercato, Michael admet qu’il voulait vraiment qu'Hunter signe au Real pour renforcer sa réputation d’agent. Hunter, furieux contre ce dernier, l'accuse de privilégier le profit à sa carrière de footballeur. Hunter voit ses chances de rejoindre la sélection anglaise compromises. Le joueur peut alors le renvoyer ou non. Hunter reçoit ensuite un appel de son père, qui travaille maintenant pour LA Galaxy. Il lui propose un contrat à court terme cherchant un attaquant afin de pallier les blessures, ce que ce dernier accepte.
Aux États-Unis, Hunter apprend qu'il a une demi-sœur appelée Kim. Bien que furieux contre son père, il soutient Kim lors de ses débuts internationaux avec la sélection féminine américaine contre l'Allemagne. Hunter rentre chez lui en Angleterre après la fin de saison à Noël et donne à Kim le ballon de son grand-père pour lui porter chance pour ses matchs à venir,.
Après avoir retrouvé Danny, qui a signé avec dans son ancien club après son départ, Hunter apprend que l'Atletico Madrid, le PSG et le Bayern Munich sont intéressés par lui. Il signe chez l'un d'entre eux et découvre à son arrivée que Dino, l'entraîneur adjoint du club auquel il a été prêté, se trouve également dans son nouveau club. Dino associe Hunter à Thomas Müller, Antoine Griezmann ou Dele Alli, le joueur sert alors d'appui à Hunter dans les phases offensives. Il s'est toutefois blessé au genou au début de l'année, ce qui le pousse à rester sur le banc une majeure partie de la saison. Il est écarté des terrains pour une durée de 2 mois,
Une fois rétabli, Hunter découvre que le poste de Dino est menacé et qu'il peut être licencié si le club ne gagne aucun trophée avant la fin de la saison,. Si Hunter excelle et qu'il remporte le championnat ou bien la coupe nationale, Dino conserve son poste. Dans le cas contraire, il est renvoyé. Après la fin de la saison, Hunter emmène Jim, son grand-père, aux États-Unis pour qu'il rencontre Kim. À la suite d'un restaurant, il reçoit l'appel d'un agent proposant de faire de lui une légende, une icone et plus qu'un simple joueur de football.

### FIFA 19
Dans FIFA 19, l'histoire commence avec Alex Hunter, sa demi-sœur Kim et Danny Williams, qui regardent une vidéo du grand-père d'Hunter, Jim Hunter, inscrivant son 100e but en carrière pour son club lors d'un match de première division à Coventry City. Après cela, ils s'entraînent avec leurs équipes respectives pour le tournoi amical de pré-saison organisé au Japon à Tokyo, se terminant avec les équipes d'Alex et Danny se faisant face pour la finale du tournoi. Plus tard, Alex rencontre Beatriz Villanova, l'agent de football qui l'a contacté à la fin de l'opus précédent et lui promet de faire de lui une légende du football. Elle tient sa promesse et informe Alex que le Real Madrid lui a offert un contrat de cinq ans, qu'il accepte alors. Il se rend en Espagne le lendemain dans son nouveau club. Alex n'a pas encore fait ses débuts en Ligue des champions et reçoit l'aide de divers mentors (Jo et Anton) de l'équipe pour l'aider à améliorer ses statistiques.
Les équipes d'Alex et de Danny se démarquent de leurs groupes en Ligue des champions et se retrouvent chacune dans un tableau différent. À ce stade, Alex est de plus en plus pris dans les obligations de ses agents en matière de marque et de sponsor, et sa croissante notoriété commence à creuser un fossé entre lui, sa famille et son meilleur ami. On le voit lorsque Kim vient rendre visite à Alex avant la Coupe du monde et qu'il ne va pas la chercher à l'aéroport, étant trop occupé par sa nouvelle marque de vêtements ainsi que ses séances photos. C'est lors de cette scène que Maximilian sortira pour la même occasion la blague de l'année en transformant le mot entourage en "Huntourage". Pour cette incident, Alex est retiré du onze de départ et se voit remplacé avant le premier match éliminatoire de la Ligue des champions, ce qui signifie qu'il doit se frayer un chemin jusqu'à la formation de départ et regagner la confiance de son entraîneur en même temps que Danny, qui lui a des problèmes financiers.
Son ami Ringo et son agent se disputent le fait qu'ils veulent ou non une nouvelle maison, le joueur fait alors le choix de la personne avec laquelle il se range. Néanmoins, leurs deux équipes accèdent aux demi-finales de la compétition. Alex et Beatriz vont ensuite rendre visite à Kim avant le premier match à élimination directe de la Coupe du Monde et Beatriz, impressionnée par ses capacités, lui dit qu'elle devrait signer chez les pros et ne pas aller à la fac. De retour en Ligue des champions, Alex fait face à la Juventus. Danny et lui vainquent leurs rivaux et avancent vers la finale de la Ligue des champions. Lors de celle-ci, au Wanda Metropolitano à Madrid, le Real Madrid affrontera l'équipe de Danny en Premier League et son ancien club. La tension est à son comble entre les deux superstars n'ayant eu aucun contact depuis le transfert d'Alex à Madrid. Lors d'une partie dans la résidence d'Alex, Danny lui en veut de ne pas l'avoir soutenu lorsqu'il était en difficulté tandis que ce dernier est dans son petit nuage. Williams lui indique que ni lui, ni Ringo ou encore son grand frère Terry lui empêchera de soulever la Ligue des Champions et que son nom est d'ores sur ce trophée. Alex le comprend et dit que celui qui en sortira vainqueur le méritera. Quel que soit le vainqueur de la finale, le personnage perdant subit gracieusement sa défaite alors que l’autre célèbre le sacre de la meilleure équipe d’Europe,. Le jeu se termine lorsque Jim dit à Alex qu'il n'a jamais été aussi fier de lui et que, lorsqu'il prendra sa retraite, il deviendra le plus grand Hunter de tous les temps, mettant ainsi un terme à ce mode de jeu,.

### FIFA 20
Alex Hunter fait une courte apparition dans le mode histoire de Volta au New York Pro-Street Invitational à New York.

## Réception
L'histoire d'Alex Hunter semble étroitement liée à celle de l'attaquant de Manchester United, Marcus Rashford, qui avait marqué deux fois lors de ses débuts en février 2016. Rashford a également commenté les similitudes entre Alex Hunter et lui avant le match de l'Angleterre contre l'Islande lors de l'Euro 2016: "Je ne peux vraiment pas croire à quel point c'est exact, regarder Alex me rappelle mon parcours". Cependant, Le producteur d'EA Sports, Mat Prior, a rejeté ces liens, les qualifiant de "coïncidences".
Il n’est pas possible de personnaliser Hunter autrement que par son équipe, sa position et ses vêtements, contrairement au mode Carrière de FIFA, où les utilisateurs peuvent créer un joueur à leur image. Le manque de personnalisation a suscité des réactions sur les réseaux sociaux.